# Scotopteryx palumbaria
Scotopteryx palumbaria là một loài bướm đêm trong họ Geometridae.